# Чабан Олег Созонтович
Олег Созонтович Чабан (* 5 квітня 1955) — український учений у галузі психіатрії, медичної психології та психотерапії, директор Навчально-наукового інституту психічного здоров'я Національного медичного університету ім. О.О.Богомольця, доктор медичних наук, професор, академік Академії наук вищої освіти України.

## Життєпис
Закінчив Тернопільський державний медичний інститут (1978, нині Тернопільський національний медичний університет імені І.Я. Горбачевського, МОЗ України).
1978—1980 працював у лікарні в м. Комсомольськ-на-Амурі (нині РФ). Від 1980 — у Тернополі: інспектор міського відділу охорони здоров'я; психолог, заступник головного лікаря з лікувальної роботи обласної клінічної психоневрологічної лікарні, головний психотерапевт обласного відділу охорони здоров'я (1980—1999). 1999—2002 — завідувач кафедри психіатрії з курсом основ психології та медичної психології ТДМУ.
Завідувач кафедри медичної психології, психосоматичної медицини та психотерапії Національного медичного університету ім. О.О.Богомольця, консультант Медичного управління Державного управління справами Президента України (психіатрія).
Робота в журналах: головний редактор інтернет журналу "Психосоматична медицина та загальна практика", член редколегій: «Архів психіатрії» (м. Київ), «Вісник психоневрології» (м. Харків), «Медицина залізничного транспорту» (м. Київ), «Вісник наукових досліджень» (м. Тернопіль), «Психічне здоров'я» (м. Київ), Міжнародний психіатричний, психотерапевтичний та психоаналітичний журнал (м. Київ). Науковий консультант журналу «Псі» (м. Київ), «Здоров'я жінки в Україні» (м. Київ).
Науково-громадські посади: Президент Всеукраїнської асоціації психосоматичної медицини, Перший віце-президент Асоціації психотерапевтів та психоаналітиків України, науковий директор Інституту соціальних досліджень та психотерапії (Україна); сертифікований психоаналітик Європейської асоціації психотерапії (European Association for Psychotherapy (EAP), Американської асоціації групової психотерапії (American Group Psychotherapy Association (AGPA), член Європейської Федерації Психоаналітичної Психотерапії (European Federathion of Psychoanalytic Psychotherapy (EFPP), член Всесвітньої Асоціації групового психоаналізу (International Association of Group Psychotherapy (IAGP).
Публікації: 450 робіт, в тому числі підручники з психіатрії та медичної психології, навчальний CD, монографії та ін.
Сфери наукової та практичної діяльності: медична психологія, комплексна система психотерапевтичної та психогігієнічної трансформації актуальних особистісних життєвих стратегій хворих на цукровий діабет (біопсихосоціальний аспект) з позиції психосоматичного підходу; диференційована система лікувально-профілактичних, реабілітаційних та організаційних заходів надання спеціалізованої психологічної, психіатричної та психотерапевтичної допомоги постраждалим внаслідок техногенних аварій та катастроф (на прикладі небезпечних видів промисловості України; принципи та ефективні психотерапевтичні та психокорекційні техніки та методики при роботі з постраждалими внаслідок терористичних актів та техногенних катастроф; сучасні психотерапевтичні технології при пограничних та психосоматичних розладах, психосоматичні розлади в практиці кардіолога, лікування депресивних розладів, розробка принципів та ефективних психотерапевтичних та психокорекційних технік та методик при роботі з постраждалими внаслідок терористичних актів та техногенних катастроф;  розробка нових психотерапевтичних та психокорекційних технологій в клінічній практиці, побудованих на принципі конвеєрної психотерапії, створення психотерапевтичного стаціонару європейського стандарту; розробка нових технологій психокорекції, психофармакотерапії та психогігієни основних психосоматичних захворювань в тому числі — метаболічного синдрому Х, ожиріння, нервової анорексії, цукрового діабету 2-го типу; участь в міжнародних клінічних дослідженнях сучасних психотропних препаратів; створення освітньо-наукових програм з психотерапії та медичної психології, з участю провідних європейських психотерапевтів, психоаналітиків, представників когнітивно-біхевіоральної терапії; розробка та участь у створенні психотерапевтичних технік роботи з пацієнтом в мережі Інтернет (робота з пацієнтом on-line): розробки когнітивно — біхевіоральної психотерапії з узалежненими пацієнтами в тому числі з ігровими та інтернет-адикціями.

## Праці
1. Неврозы: патоморфоз, концепция, пространство и территория: монографія, Т., 1997;
2. Патоморфоз неврозов: монографія, Т., 1996;
3. Медсестринство в психіатрії: підручник за ред. Чабана О. С., Т., 2001;
4. Наркоманії та токсикоманії: навчальний компакт-диск, Т., 2001;
5. Сімейна медицина: психологічні аспекти діагностики, профілактики і лікування хворих, Т., 2002;
6. Lecture of Basic Psychology and Medical Psychology, Т., 2002;
7. Загальна та медична психологія: навчальні таблиці, Т., 2003;
8. Основи загальної та медичної психології (підручник) \ за ред. Вітенко І. С., Чабана О. С., Т., 2003;
9. Психосоматична медицина (аспекти діагностики та лікування), К., 2005;
10. Невідкладна допомога при психічних розладах і наркоманіях, Т., 2006;
11. Нейропсихологія, Т., 2006;
12. Психічне здоров'я (підручник),Т., 2009;
13. Хронічний біль в психосоматичній медицині, К., 2016;
14. Практикум з підвищення стресостійкості та розширення адаптаційніх можливостей організму, К., 2017;
15. Risk Management of Terrorism Induced Stress- Guidelines for the Golden Hours (Who, What and When) - NATO Advanced Research Workshop (ARW), 2020;
16. Практична психосоматика: депресія, К., 2020;
17. Практична психосоматика: тривога, К., 2021;
18. Практична психосоматика: діагностичні шкали, К., 2021
19. Комунікативні навички лікаря (підручник), К., 2022;
20. Психічні розлади воєнного часу, К., 2023.